# Бельвіс-де-Монрой
Бельвіс-де-Монрой (ісп. Belvís de Monroy) — муніципалітет в Іспанії, у складі автономної спільноти Естремадура, у провінції Касерес. Населення — 665 осіб (2010).
Муніципалітет розташований на відстані близько 180 км на захід від Мадрида, 75 км на північний схід від Касереса.
На території муніципалітету розташовані такі населені пункти: (дані про населення за 2010 рік)
- Бельвіс-де-Монрой: 375 осіб
- Касас-де-Бельвіс: 290 осіб

## Демографія
Динаміка населення (INE ):